# Seleção Norueguesa Feminina de Futebol
A Seleção Norueguesa de Futebol Feminino representa a Noruega no futebol feminino internacional.

## História
É uma potência européia e também mundial nesse esporte, já que conquistou a Copa do Mundo de Futebol Feminino de 1995, a medalha de ouro nos Jogos Olímpicos de 2000 e a de bronze nos Jogos Olímpicos de 1996 e a Eurocopa Feminina de 1987 e 1993.

## Títulos
- Copa do Mundo de Futebol Feminino: 1995
- Olimpíadas: medalha de ouro em 2000;
- Eurocopa Feminina: 1987 [2] e 1993;

## Campanhas destacadas
- Copa do Mundo de Futebol Feminino
  - 2º lugar - 1991
  - 4º lugar - 1999, 2007
- Olimpíadas
  - medalha de bronze - 1996
- Eurocopa Feminina
  - 2º lugar - 1989, 2001, 2005
  - 3º lugar - 2009*
- Jogos da Boa Vontade
  - medalha de bronze - 1998

*junto com a Holanda